# باشگاه فوتبال ترودا اورخوفو-زویفو
باشگاه فوتبال ترودا اورخوفو-زویفو (انگلیسی: FC Znamya Truda Orekhovo-Zuyevo) یک باشگاه فوتبال در شهر اورخوفو-زویفو کشور روسیه است. این باشگاه در لیگ حرفه‌ای فوتبال روسیه بازی می‌کند. این باشگاه در سال ۱۹۰۹ تأسیس شده‌است. Znamya Truda Stadium محل برگزاری بازی‌های خانگی این باشگاه در روسیه است.